# Poręba Wielka (Limanowa)
Pour l’article homonyme, voir Poręba Wielka (Oświęcim).
Poręba Wielka est une localité polonaise de la gmina de Niedźwiedź, située dans le powiat de Limanowa en voïvodie de Petite-Pologne.

## Personnalité
- Władysław Orkan (1875-1930), écrivain, y est né.